# Équipe de Côte d'Ivoire de Coupe Davis
L'équipe de Côte d'Ivoire de Coupe Davis représente la Côte d'Ivoire à la Coupe Davis. Elle est placée sous l'égide de la Fédération ivoirienne de tennis.

## Historique
Créée en 1986, l'équipe de Côte d'Ivoire de Coupe Davis n'a jamais évoluée dans une division supérieure au Groupe II de la zone Europe/Afrique. Elle y a atteint à 5 reprises les demi-finales mais elle réalise sa meilleure performance en 1991 en se qualifiant pour la finale grâce à des victoires sur l'Algérie, le Togo et l'Égypte, avant de s'incliner 4 à 1 contre le Kenya.
L'équipe n'a plus participé à la Coupe Davis depuis 2012. Son effectif était composé de Valentin Sanon, Terence Nugent et Aboubacar Sigue.

## Statistiques des principaux joueurs
| Nom                  | Total V - D | Simple  | Double  | Sélections | Débuts | Années |
| -------------------- | ----------- | ------- | ------- | ---------- | ------ | ------ |
| Claude N'Goran       | 53 - 41     | 37 - 20 | 16 - 21 | 45         | 1990   | 18     |
| Valentin Sanon       | 25 - 35     | 18 - 28 | 7 - 7   | 34         | 1997   | 14     |
| Clément N'Goran      | 31 - 12     | 23 - 8  | 8 - 4   | 18         | 1986   | 9      |
| Ilou Lonfo           | 14 - 17     | 5 - 5   | 9 - 12  | 23         | 1990   | 12     |
| Sylvain Lavry        | 7 - 24      | 2 - 11  | 5 - 13  | 23         | 2006   | 6      |
| Terence Nugent       | 9 - 12      | 5 - 7   | 4 - 5   | 17         | 2005   | 5      |
| Jean-Christophe Nabi | 4 - 14      | 4 - 14  | 0 - 0   | 11         | 1989   | 7      |
| Sangaré Nouhoun      | 10 - 3      | 3 - 2   | 7 - 1   | 11         | 1994   | 5      |